# Matelotage
Matelotage (que vol dir "mariner" en francès) era una mena d'unió civil gai entre mariners, en particular pirates, durant els segles XVII i XVIII. Formant part d'una unió de caràcter econòmic els "matelots" acordaven compartir els seus ingressos i heretar la propietat del seu company en el cas de la seva mort. A més a més, prometien protegir-se i lluitar un per l'altre durant les batalles, ajudar-se en general i actuar pels interessos comuns.
Encara que sovint s'ha interpretat el matelotage com una forma platònica d'aliança mútua, molts historiadors creuen que és més semblant al que avui coneixem com a matrimoni homosexual. Sembla que en el món dominat per la masculinitat extrema de la pirateria es practicava sovint l'homosexualitat. Una unió del tipus del matelotage podria haver servit com a eina per validar relacions que no encaixaven amb les normes socials de l'època.
Un cas de mateloatge citat sovint com a unió més aviat romàntica que no pas econòmica, és la que compartien John Swann i Robert Culliford. Els dos eren pirates navegants a l'oceà Índic durant finals del segle xvii. Avui en dia la seva unió ens ha deixat una de les poques fonts que ens han arribat sobre la mateloatgeria. Més enllà de la burocràcia, es refereix a Swann com “un cònjuge estimat de Culliford, amb qui viu” ("a great consort of Culliford’s, who lives with him")
Una altra prova sobre el significat amorós lligat al mateloatge és el fort rebuig i resistència que mostraven les autoritats colonials. Per exemple, l'any 1645 Jean Le Vasseur, Governador de la colònia de Tortuga, va demanar al govern francès que s'enviéssin postitutes a l'illa, sembla que per tal d'evitar el mateloatge entre els bucaners.